# Тежестта на оковите
Тежестта на оковите (на английски: The Weight of Chains, на сръбски: Тежина ланаца) е канадски документален филм от 2010 година с режисьор Борис Малагурски, който разказва за разпадането на Югославия, различна гледна точка за водените войни през 90-те години на 20 век, във филма се разказва как икономически и геополитически се колонизират новосъздадените държави на Балканите.